# Daniel Bautista Pina
Daniel Bautista Pina   (Sevilla, 25 de febrer de 1981) és un exfutbolista professional andalús, que ocupava la posició de defensa.

## Trajectòria esportiva
Format al planter del Sevilla FC, sense arribar a debutar amb el primer equip fitxa per la SD Eibar, amb qui milita a la Segona Divisió la campanya 03/04, essent titular. A l'any següent recala al Ciudad de Murcia, també de la categoria d'argent.
L'estiu del 2005 fitxa pel Recreativo de Huelva. És titular, amb 33 partits, i els andalusos aconsegueixen l'ascens a Primera Divisió. El jugador sevillà juga dues campanyes a la màxima categoria del futbol espanyol, jugant un total de 39 partits.
Després de 2 anys a Primera Divisió, rescindeix el contracte a l'acabar la temporada 2007-2008 i fitxa per 3 temporades amb l'Hèrcules CF retornant a la Segona Divisió. Aconseguint el seu ascens a Primera Divisió, el club alacantí prescindeix d'ell.
El 25 d'agost de 2010, el Girona FC fa oficial el seu fitxatge.
El 9 de juliol de 2011, Bautista firma per una temporada per la UD Almeria. El 30 de juny de 2012, acaba contracte amb el club andalús que no decideix renovar-lo.
El 21 de juliol de 2012 es fa oficial el seu fitxatge pel Racing de Santander. Al gener quedà lliure després de rescindir el seu contracte amb el club cantàbric.